# Immagazzinamento dell'energia dei fulmini
Fin dalla fine degli anni ottanta, ci sono stati vari tentativi per cercare di immagazzinare l'energia prodotta dai fulmini. Un singolo fulmine porta una quantità relativamente grande di energia (circa 5 miliardi di Joule, quasi quanto l'energia prodotta da 145 litri di petrolio); questa energia è concentrata in uno spazio molto ridotto e il suo passaggio ha una durata estremamente ridotta (dell'ordine di grandezza dei microsecondi).
Sono stati proposti vari metodi per sfruttare i fulmini come fonte energetica:
- utilizzare queste grandi quantità di energia per generare idrogeno dall'acqua;
- sfruttare il calore prodotto da un rapido riscaldamento dell'acqua tramite un fulmine;
- utilizzare un gruppo di parafulmini per sfruttare l'energia direttamente o tramite la conversione in energia meccanica;
- utilizzare induttori posizionati lontano dalla zona d'uso, in modo da catturare in modo sicuro parte dell'energia.

## Introduzione
Una tecnologia capace di immagazzinare l'energia di un fulmine deve essere in grado di catturare rapidamente l'alta potenza scaturita da un fulmine. Molti schemi sono stati proposti, ma la natura sempre diversa dei fulmini rende l'immagazzinamento tramite parafulmini impraticabile, troppa energia danneggerebbe l'impianto e troppo poca non renderebbe l'impianto funzionale. Inoltre i fulmini sono sporadici ed è difficile convertire elettricità ad alto voltaggio in elettricità a basso voltaggio per l'immagazzinamento.
Durante l'estate del 2007, una società di energia alternativa chiamata Alternate Energy Holdings, Inc. (AEHI), ha testato un metodo per catturare l'energia dei fulmini. Il design del sistema è stato comprato da un inventore dell'Illinois di nome Steve LeRoy, che riferisce di essere stato in grado di accendere una lampadina di 60 Watt per 20 minuti, utilizzando l'energia catturata da un piccolo fulmine artificiale. Il metodo ha coinvolto una torre, uno strumento per disperdere la quantità di energia in eccesso e un condensatore per immagazzinarne la restante parte.
Secondo Martin A. Uman, co-direttore del Lightning Research Laboratory nell'Università della Florida, una dozzina di torri, come quelle progettate da AEHI, sarebbero in grado di accendere cinque lampadine da 100 Watt per un anno. Durante un'intervista il ricercatore ha dichiarato che l'energia scaturita da una tempesta di fulmini è comparabile a quella di una bomba atomica, ma cercare di immagazzinare l'energia di un fulmine da terra è impraticabile; questo perché, anche durante una tempesta, è impossibile prevedere con esattezza il luogo di impatto del fulmine.

## Elettricità atmosferica
Un metodo relativamente semplice consiste nell'immagazzinare la carica atmosferica prima che si scarichi a terra tramite fulmini. Su piccola scala, è stato fatto varie volte, l'esempio più famoso è l'esperimento dell'aquilone di Benjamin Franklin. Però per immagazzinare grandi quantità di energia sono necessarie grandi costruzioni, ed è difficile utilizzare l'alta tensione ottenuta con relativa efficienza.

## Canali diretti di plasma
Per facilitare l'immagazzinamento del fulmine, un canale di plasma indotto da un laser (LIPC), potrebbe, in teoria, essere usato per permettere ad un fulmine di cadere in un luogo scelto.
Un laser ad alta potenza potrebbe essere usato per formare una colonna di gas ionizzato, che si comporterebbe come un conduttore per la scarica elettrica di un fulmine, il quale condurrebbe il fulmine in un impianto a terra per l'immagazzinamento.
Teramobile, un progetto internazionale avviato da una collaborazione tra il CNRS (Francia) e il DFG (Germania), è riuscito ad innescare un'attività elettrica in alcune nubi, utilizzando dei laser.
Una grande quantità di potenza, 5 terawatt, è richiesta per alimentare i laser, per la breve durata di un impulso. Per il momento, l'applicazione della tecnologia laser è utilizzata solamente per prevenire i danni dovuti alla caduta di un fulmine.